# Gouvernement Samara

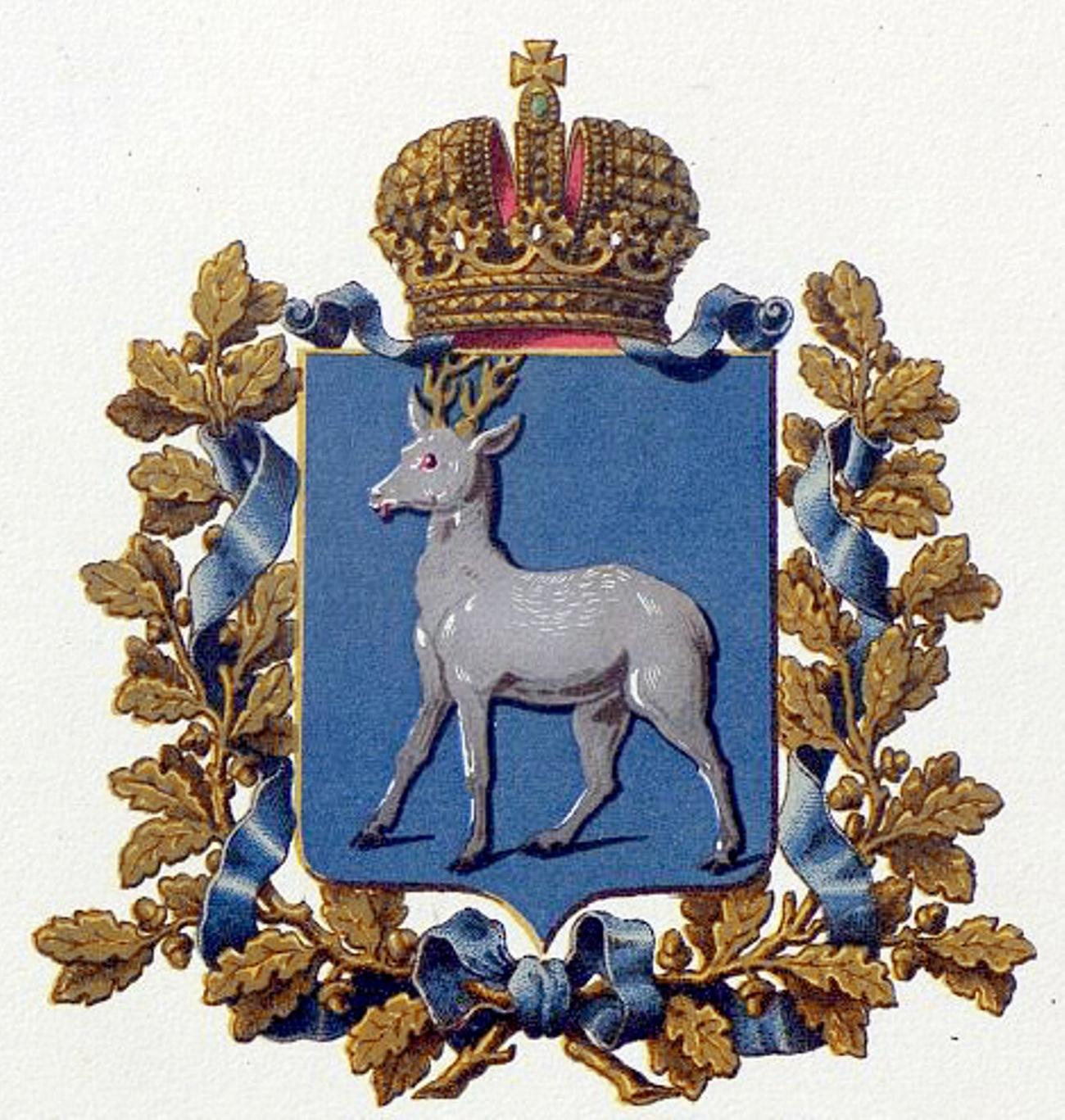
Wappen des Gouvernements

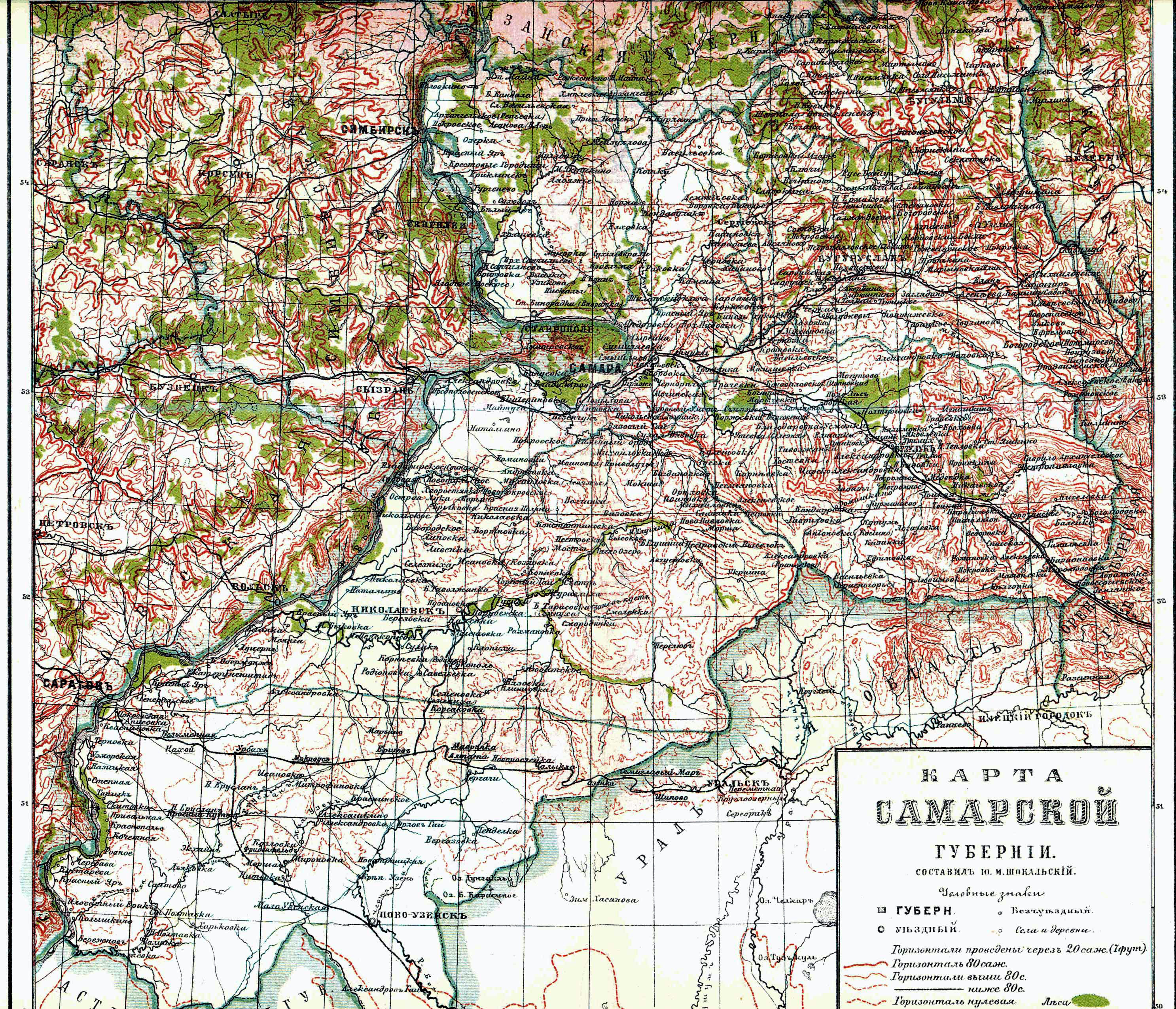
Karte aus ca. 1900 (auf Russisch)

Das Gouvernement Samara (russisch Самарская губерния/Samarskaja gubernija) war eine Verwaltungseinheit des Russischen Reiches und der Russischen SFSR. Es lag unmittelbar östlich der Wolga und grenzte im Norden an das Gouvernement Kasan, im Westen an Simbirsk und Saratow (durch die Wolga davon getrennt), im Süden an Astrachan und im Osten an Ufa, Orenburg und das Uralgebiet. Es hatte ein Areal von 151,046,6 km². Die Hauptstadt war Samara. Das Gouvernement hatte sieben Kreise:
- Bugulma
- Buguruslan
- Busuluk
- Nikolajewsk (heute Pugatschow)
- Nowousensk
- Samara
- Stawropol (heute Togliatti).

Es bestand von 1850 bis 1928. Der Süden des Gouvernements war ein Hauptsiedlungsgebiet der Wolgadeutschen. Dieses wurde 1918 vom Gouvernement abgetrennt und kam zur neu gegründeten Wolgadeutschen Arbeitskommune (der späteren ASSR der Wolgadeutschen).

## Statistik
Im Jahr 1897 hatte das Gouvernement 2.751.336 Einwohner (18 auf 1 km²). Sie bestanden aus 1.895.558 Russen, 238.598 Mordwinen, 224.336 Deutschen, 165.191 Tataren 119.301 Ukrainern, 104.926 Baschkiren (davon 47.684 Teptjaren) und 91.839 Tschuwaschen. Dem Glaubensbekenntnis nach waren 81 % orthodox, 10,3 % islamisch, 6,24 % protestantisch und 2,08 % katholisch.
Die Hauptbeschäftigung der Bewohner bildeten Ackerbau, Viehzucht und Fischfang. Vom Gesamtareal entfielen 48,55 auf Ackerland, 31,6 % auf Wiesen und Weiden, 7 % auf Wald, 12,9 % auf Unland. Die Ernte betrug 1903: 987.581 t Weizen, 889.344 t Roggen, 109.228 t Hafer, 37.956 t Gerste, 9133 t Erbsen, 4351 t Buchweizen, 115,862 t Kartoffeln. Daneben wurden etwas Zuckerrüben und Tabak (1903: 2,5 Mill. kg) gebaut. Der Viehbestand war 1903: 960.000 Pferde, 1.080.000 Stück Hornvieh, 33.000 Kamele, 1.708.000 fast durchweg grobwollige Schafe, 65.000 Ziegen, 220.000 Schweine. Die Industrie war wenig entwickelt. Es gab 113 Fabriken mit 8386 Arbeitern, über die Hälfte davon Getreidemühlen.
1926 wurden auf 105.531 km² 2.094.271 Einwohner gezählt (19/km²).